# Laure (Škurla)
Pour les articles homonymes, voir Laure.
Le métropolite Laure (Skurla) de New York, né le 1er janvier 1928 à Ladomirová et mort le 16 mars 2008 à Jordanville (New York), est le cinquième primat de l'Église orthodoxe russe hors frontières.

## Biographie
Le métropolite Laure (Vassily Mikhailovich Skurla) est né le 1er janvier 1928 dans le village de Ladomirová, en Tchécoslovaquie, de Mikhail Ivanovitch et Elena Mikhaïlovna Skurla. Sa famille est d'obédience orthodoxe russe dans une région de l'ancienne Autriche-Hongrie fortement influencée par l'Église catholique romaine.
Quand il a cinq ans, Vassily commence à servir aux offices à l'autel de l'église Saint-Job au monastère Potchaev à Ladomirová, qui est l'église paroissiale de la population orthodoxe locale. À l'âge de huit ans, le jeune Vassily se propose à l'abbé du monastère, l'archimandrite Seraphim, qui accepte de le prendre comme novice. En 1939, à onze ans, son père lui donne la permission de rejoindre le monastère et il commence dès lors à participer activement à la vie du monastère bien qu'il continue ses études secondaires. Il reste dans ce monastère pendant l'occupation nazie, ceci jusqu'à l'approche de l'Armée rouge en 1944.
Les soviétiques approchant, la communauté fuit le monastère, d'abord à Bratislava, puis en Allemagne et en Suisse. Là, à Genève, à seize ans, Vassily devient novice. En 1946, après la guerre, la communauté émigre aux États-Unis et rejoint le monastère de la Sainte-Trinité à Jordanville.
À Jordanville, près de New York, Vassily entre au séminaire du monastère orthodoxe de la Sainte-Trinité, dont il est diplômé en 1947 alors qu'il est encore novice. En mars 1948, il est tonsuré moine rassophore sous le nom monastique de Laure, puis il est fait moine à part entière en 1949. Il sera ordonné diacre en 1949, puis Prêtre en 1954. Il devient ensuite higoumène en 1959. Il sera fait archimandrite en 1966.
Enfin, en 1967, l'archimandrite Laure est choisi à l'épiscopat et consacré évêque de Manhattan, et devient en même temps secrétaire du Saint Synode des évêques de l’Église russe hors-frontières. En 1976, il est choisi comme supérieur du monastère de la Sainte-Trinité, et reçoit le titre d'évêque de Syracuse et du monastère par le Saint-Synode. Les années suivantes, l’évêque Laure fait de nombreux pèlerinages dans le monde orthodoxe, y compris en Terre Sainte et au mont Athos. Il est élevé au rang d'archevêque en 1981.
En octobre 2001, après la conspiration qui évince le métropolite Vitaly, l'archevêque Laure est choisi par le Saint-Synode comme nouveau métropolite et Premier hiérarque de l'Église russe hors-frontières,.
Entre le 6 mai et le 14 mai 2006, le métropolite Laure préside le quatrième concile de l'Église russe hors-frontières qui aboutit par l'approbation de la normalisation des relations avec le patriarcat de Moscou. Et le 17 mai 2007, jour de l'Ascension du Seigneur, le métropolite Laure signera le rétablissement de l'acte de communion canonique avec le Patriarcat de Moscou lors d'une Liturgie dans la Cathédrale du Christ-Sauveur à Moscou, avec le Patriarche Alexis II.
Le métropolite Laure meurt le 16 mars 2008, jour du Triomphe de l'Orthodoxie, à l'âge de 80 ans.